# Bazardüzü
Bazardüzü (azerbajdzjanska: Bazardüzü; ryska: Базардюзю) är ett berg i Kaukasus, beläget på gränsen mellan Azerbajdzjan och Ryssland. Dess topp når 4466 meter över havet och är den högsta punkten i Azerbajdzjan. Bazardüzü är den sydligaste platsen i Ryssland.